# Someday Never Comes/Tearin' Up the Country
Someday Never Comes/Tearin' Up the Country è l'ultimo singolo del gruppo rock statunitense Creedence Clearwater Revival, pubblicato nel 1971, pubblicato prima dello scioglimento del gruppo.

## Tracce
1. Someday Never Comes (3:55)
2. Tearin' Up the Country (2:13)

## Storia
Il brano Someday Never Comes, presente anche nell'album Mardi Gras, è stato scritto da John Fogerty, è un brano country rock autobiografico, che parla dell'essere abbandonati e incapaci di imparare molte cose da bambini. Il gruppo dal vivo non la eseguì mai; John Fogerty la suonò dal vivo con i Dawes nel 2013 la prima volta.

## Accoglienza
Raggiunse le posizioni n. 25 negli USA, n. 29 in Germania e n. 13 nei Paesi Bassi.